# Шлятин
Шлятин (пол. Szlatyn) — колонія у Польщі, у гміні Ярчів Томашівського повіту Люблінського воєводства.

## Назва
На думку мовознавиці Галини Вишневської, назва Шлятина походить від руського імені Коснята (Кснята, Снята, Шлята).

## Історія
У XVII столітті року вперше згадується церква східного обряду в селі.
За даними етнографічної експедиції 1869—1870 років під керівництвом Павла Чубинського, у селі здебільшого проживали греко-католики, усе населення розмовляло українською мовою.
1944 року польські шовіністи вбили в селі 3 українців.